# David Gelernter

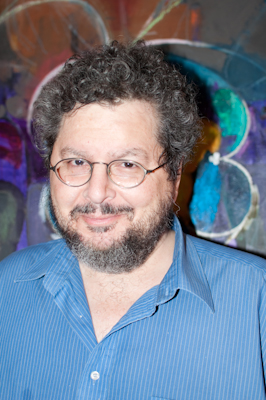
David Gelernter

David Hillel Gelernter (* 5. März 1955) ist ein US-amerikanischer Informatiker und Kulturjournalist.
Er ist der Sohn des Informatikers Herbert Gelernter. Seine Vorfahren lebten in Hamburg, sie waren dorthin teils aus Osteuropa immigriert; ein anderer Zweig seiner Familie stammt aus den Südstaaten der USA.
Gelernter studierte an der Yale University zunächst Judaistik (Masterabschluss 1977), brach eine Promotion aber ab, um den Talmud in einer Yeshiva in New York zu studieren, und wurde 1982 in Informatik an der State University of New York at Stony Brook (SUNY) bei Arthur Jay Bernstein promoviert (An integrated microcomputer network for experiments in distributed programming).
1993 wurde er durch eine Briefbombe des Unabombers schwer verletzt. Seine rechte Hand und sein rechtes Auge erlitten dauerhafte Schäden. Er schrieb darüber 1997 das Buch Drawing Life: Surviving the Unabomber. Seine dem Attentat folgende wieder verstärkte Hinwendung zur jüdischen Religion fand ihren Niederschlag in seinem Buch Judaism (2009). Gelernter war seit Jugendzeiten bildender Künstler (Maler) und beschäftigt sich mit gesellschaftlichen und kulturellen Aspekten des Computers.
Das Tupelraum-Konzept (engl.: Tuple Space), das er in seiner Programmiersprache Linda mit Nicholas Carriero 1983 implementierte, ist ein wichtiges Konzept im parallelen Rechnen und in Computer-Netzwerken.
Sein Buch Mirror Worlds von 1991 gilt vielfach als visionär in Hinblick auf die Entwicklungen des World Wide Web. Einige der Ideen wurden auch in Software-Konzepte (Lifestream) der Firma Mirror Worlds umgesetzt (Scopeware, 2001), die er mitgründete, deren Chef-Wissenschaftler er war und die bis 2004 im operativen Geschäft war. Lifestream nahm viele später weit verbreitete webbasierte Streaming-Media-Kommunikationskonzepte vorweg. Mirror Worlds verklagte Apple wegen Patentverletzung und bekam 2010 rund 625 Millionen US-Dollar von einem texanischen Gericht zugesprochen.
Ein Bundesrichter am Berufungsgericht hob aber 2011 die Entscheidung auf, wonach Apple gegen Patente von Mirror Worlds verstoßen hätte. 2016 zahlte Apple 25 Millionen US-Dollar an den Patentverwerter.
Sein Tuple-Space-Konzept und sein Buch Mirror Worlds soll auch inspirierend für die Entwicklung der Java-Programmiersprache gewesen sein (und Linda und das Tuple-Space-Konzept speziell für JavaSpaces).
Gelernter schrieb auch regelmäßig Zeitungsartikel und Essays zum Beispiel für die Washington Post, LA Times (wo er 2005 Kolumnist war), New York Post (Kolumnist 1996/97), ArtNews, Commentary und ist Mitherausgeber des Weekly Standard. Seit Frühjahr 2010 ist er auch Kolumnist der Frankfurter Allgemeinen Zeitung. Seit 2003 ist er Mitglied im Beirat des National Endowment for the Arts und er war 2003 bis 2006 im Rat der National Endowment for the Arts (NEA). Er ist Senior Fellow für Jewish Studies am Shalem Center in Jerusalem.

## Schriften
- Mirror Worlds: or the Day Software Puts the Universe in a Shoebox … How it will happen and what it will mean. Oxford University Press, 1991.
- The Muse in the Machine: computerizing the poetry of human thought. 1994.
- 1939 – the lost world of the Fair. Free Press, New York 1995, Harper Collins, 1996 (Roman).
- Machine Beauty: Elegance and the heart of technology. Perseus Publishing, 1998.
- mit Nicholas Carriero How to write parallel programs – a first course. MIT Press, 1990.
- mit David Padua, Alexandru Nicolau: Language and Compilers for Parallel Computing. MIT Press, 1990.
- mit Suresh Jagannathan: Programming Linguistics. MIT Press, 1990.
- The Aesthetics of computing. Orion Books, 1998.
- Drawing life – surviving the Unabomber. Free Press, Simon and Schuster, 1997.
- Americanism – the fourth great western religion. Doubleday, Random House, 2007.
- Judaism: a way of being. Yale University Press, 2009.
- America-Lite: How Imperial Academia Dismantled Our Culture (and Ushered in the Obamacrats). Encounter Books, 2012, ISBN 978-1-59403-606-4.
- The Tides of Mind. Liveright Publishing / W.W. Norton & Company, 2016.
  - Gezeiten des Geistes. Ullstein, Berlin 2016, ISBN 978-3-550-08049-4.